# Forsinket muskelømhed
Forsinket muskelømhed (på engelsk kaldet DOMS eller Delayed Onset Muscle Soreness) er en smerte i musklerne, som ofte optræder 24-72 timer efter hårdt fysisk arbejde, træning eller aktiviteter man normalt ikke plejer at udføre, man og forsvinder generelt indenfor 2-3 døgn. Dette plejer at forekomme hos idrætsudøvere på alle niveauer. 
DOMS er ganske ufarlig, men det kan gøre ondt og medfører ofte at muskelens styrke er reduceret væsentligt. Ømheden skyldes, at der opstår en betændelseslignende tilstand (inflammation) i musklen 12 til 24 timer efter træning eller anden belastning af musklen. Den betændelseslignende tilstand opstår på grund af det mikrotrauma. Det er små mikroskopiske overrivninger af muskelfibrene. Det er den excentriske del af en øvelse eller aktivitet, der kan skabe mikrotraumaet.
Stræk reducerer ikke denne inflammation og derfor virker stræk ikke på DOMS. Man kan heller ikke forebygge DOMS, ved at strække ud efter træning. Det er en udbredt myte, at man kan minimere graden af DOMS dagen efter, hvis man strækker ud efter træning.